# Baeodrosophila weiri
Baeodrosophila weiri är en tvåvingeart som beskrevs av Bock 1982. Baeodrosophila weiri ingår i släktet Baeodrosophila och familjen daggflugor. Inga underarter finns listade i Catalogue of Life.